# 1271年
| 千纪： | 2千纪 |
| 世纪： | 12世纪 \| 13世纪 \| 14世纪                                                                                 |
| 年代： | 1240年代 \| 1250年代 \| 1260年代 \| 1270年代 \| 1280年代 \| 1290年代 \| 1300年代                           |
| 年份： | 1266年 \| 1267年 \| 1268年 \| 1269年 \| 1270年 \| 1271年 \| 1272年 \| 1273年 \| 1274年 \| 1275年 \| 1276年 |
| 纪年： | 辛未年（羊年）；元至元八年；南宋咸淳七年；越南紹隆十四年；日本文永八年                                     |

## 大事记
- 12月18日——元世祖发布《建国号诏》，将国号“大蒙古国”改为“大元”。从大蒙古国皇帝变为大元皇帝，正式建立元朝，定都元大都（今北京）。
- 忽必烈遣使要求緬甸蒲甘王朝那臘底哈勃德歸順元朝。
- 三別抄之亂。
- 马可·波罗登上东行的旅程。
- 英格蘭王國皇儲愛德華一世與安茹的查理發起第九次十字軍東征，並聯合旭烈兀之長子伊兒汗國君主阿八哈攻打埃及馬木留克王朝。
- 埃及馬木留克王朝蘇丹拜巴爾一世圍攻的黎波里，但因補給線被英格蘭王國王子愛德華一世與那不勒斯和西西里國王安茹的查理聯軍所切斷而敗退。
- 9月1日——格列戈里十世当选为教皇。
- 11月12日——馬木留克王朝蘇丹拜巴爾一世將伊兒汗國軍團趕回幼發拉底河彼岸。

## 出生
- 宋恭帝趙㬎
- 宋幼主趙昺